# Fortuna Düsseldorf
Fortuna Düsseldorf este un club de fotbal din Düsseldorf, Germania care evoluează în 2. Bundesliga.

## Palmares
- Bundesliga
  - Campioni: 1933[2]

- DFB-Pokal
  - Câștigători: 1979, 1980[2]

- Cupa Cupelor UEFA
  - Finalistă: 1979[3]